# STS-46
STS-46 byla mise raketoplánu Atlantis americké NASA v roce 1992. Cílem letu bylo vypuštění samostatné létající plošiny EURECA a pokus s vlečenou družicí TSS-1, která měla zůstat s raketoplánem spojená pomocí 20 kilometrů dlouhého kabelu.

## Posádka
- Loren J. Shriver (3), velitel
- Andrew M. Allen (1), pilot
- Jeffrey A. Hoffman (3), letový specialista 1
- Franklin R. Chang-Diaz (3), letový specialista 2
- Claude Nicollier (1), letový specialista 3 ESA
- Marsha S. Ivins (2), letový specialista 4
- Franco Malerba (1), specialista pro užitečné zatížení 1 ASI

## Hlavní úkoly mise
Primárním cílem mise bylo vypuštění evropské družice EURECA (European Retrievable Carrier) a společný projekt NASA a Italské kosmické agentury - vlečený satelitní systém TSS-1.
EURECA byla vypuštěna s jednodenním zpožděním kvůli její chybné komunikaci s pozemním střediskem. Několik hodin po vypuštění družice byly zažehuty její motory na 24 minut, aby se EURECA dostala na pracovní výšku 507 km. Nicméně po šesti minutách pozemní řídící středisko manévr zastavilo kvůli odchylce zařízení od plánované dráhy. Problém byl vyřešen po několika dnech už bez asistence raketoplánu a EURECA se dostala na svou pracovní dráhu.
Vypuštění TSS se také zdrželo jeden den kvůli problémům s EURECOU. Při uvolňování lana se však zasekával naviják, posádce se podařilo dostat družici jen něco přes 250 m od raketoplánu z plánovaných 20 km. Po několika dnech pokusů dostali astronauti příkaz lano stáhnout a cennou družici přivézt zpět na Zemi, což se nakonec povedlo.

## Další vědecké experimenty

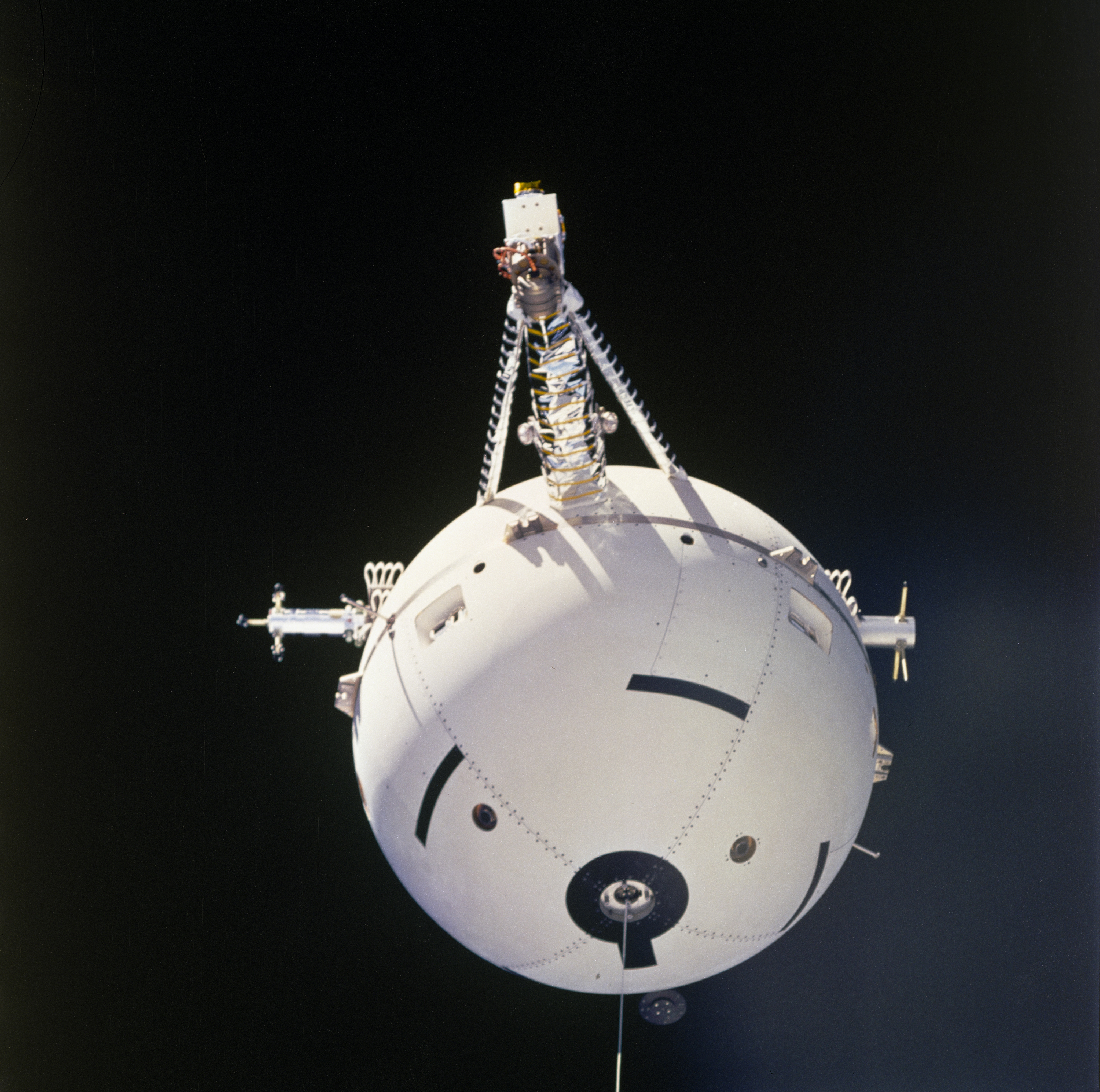
Satelit TSS

- působení kyslíku na různé materiály (EOIM-III/TEMP 2A)
- chování zahřátých kovů (mědi) při přítomnosti atomárního kyslíku (CONCAP II a CONCAP III)
- experimenty s kamerou v nákladovém prostoru (IMAX Cargo Bay Camera – ICBC)
- vliv kosmického prostoru na různé materiály (Limited Duration Space Environment Candidate Materials Exposure - LDCE)
- experiment s optickým sledovacím systémem vojenského letectva (AMOS)
- ultrafialový spektrometr (UVPI)
- studium buněk hypofýzy, produkujících růstový hormon (PHCF)